# Nässja socken
Nässja socken i Östergötland ingick i Dals härad och området ingår sedan 1980 i Vadstena kommun och motsvarar från 2016 Nässja distrikt.
Socknens areal är 9,26 kvadratkilometer, varav 9,25 land. År 2000 fanns här 81 invånare. Kyrkbyn Nässja med sockenkyrkan Nässja kyrka ligger i denna socken. 

## Administrativ historik
Nässja socken har medeltida ursprung. 
Vid kommunreformen 1862 övergick socknens ansvar för de kyrkliga frågorna till Nässja församling och för de borgerliga frågorna till Nässja landskommun. Landskommunen inkorporerades 1952 i Östgöta-Dals landskommun, ingick från 1967 i Vadstena stad som 1971 ombildades till Vadstena kommun, ingick 1974-1979 i Motala kommun och från 1980 i Vadstena kommun. Församlingen uppgick 2006 i Dals församling.
1 januari 2016 inrättades distriktet Nässja, med samma omfattning som församlingen hade 1999/2000.  
Socknen har tillhört samma fögderier och domsagor som socknens härader.  De indelta soldaterna tillhörde  Första livgrenadjärregementet, Motala kompani.

## Geografi
Nässja socken omfattar en halvö i Vättern väster om Vadstena. Socknen är bördig slättbygd i söder och grusig skogsbygd i norr.

## Fornlämningar

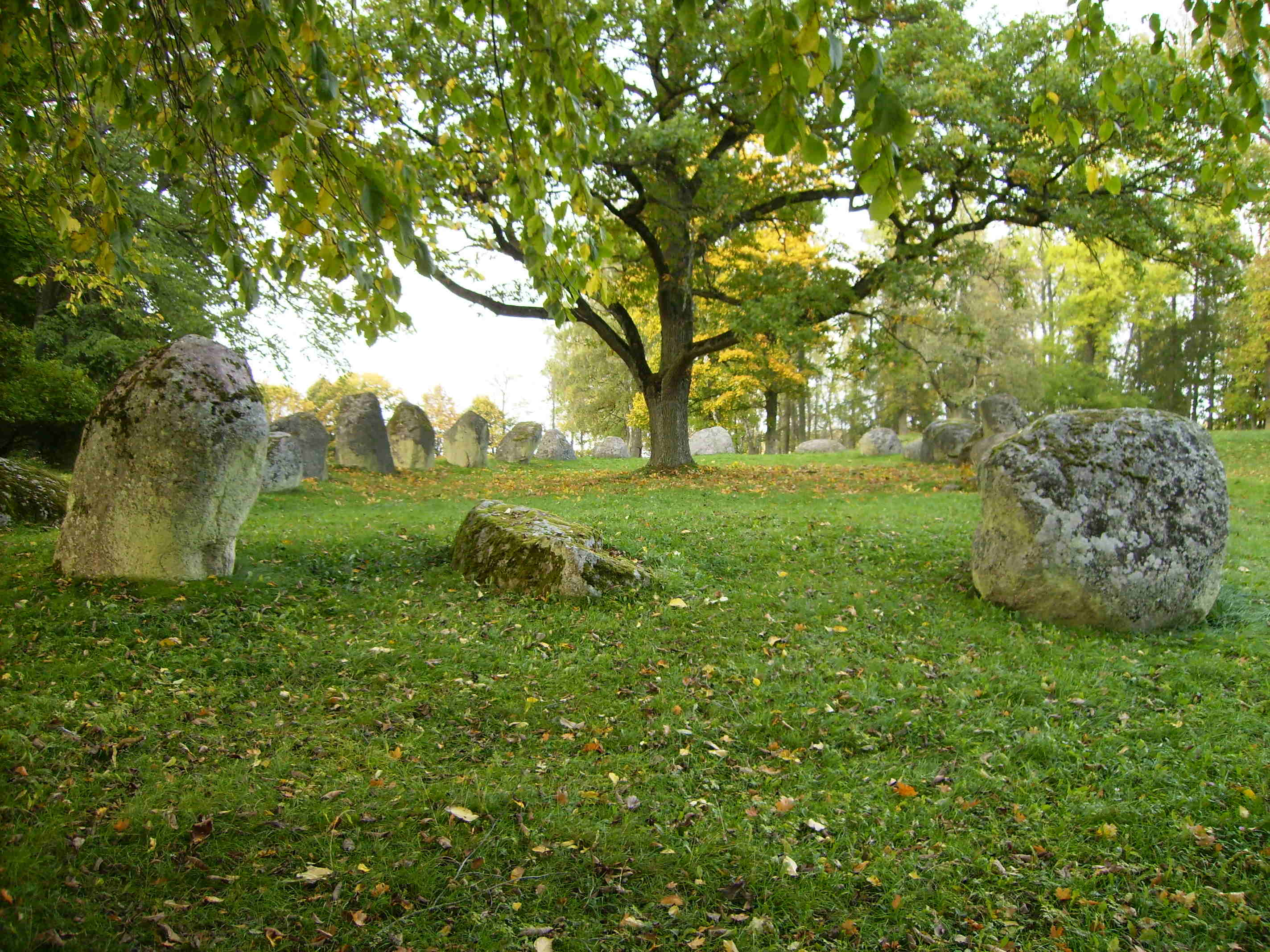
Nässja skeppssättning.

Kända från socknen är tre gravfält från järnåldern, anmärkningvärd är Nässja skeppssättning, cirka 300 meter öster om Nässja kyrka.

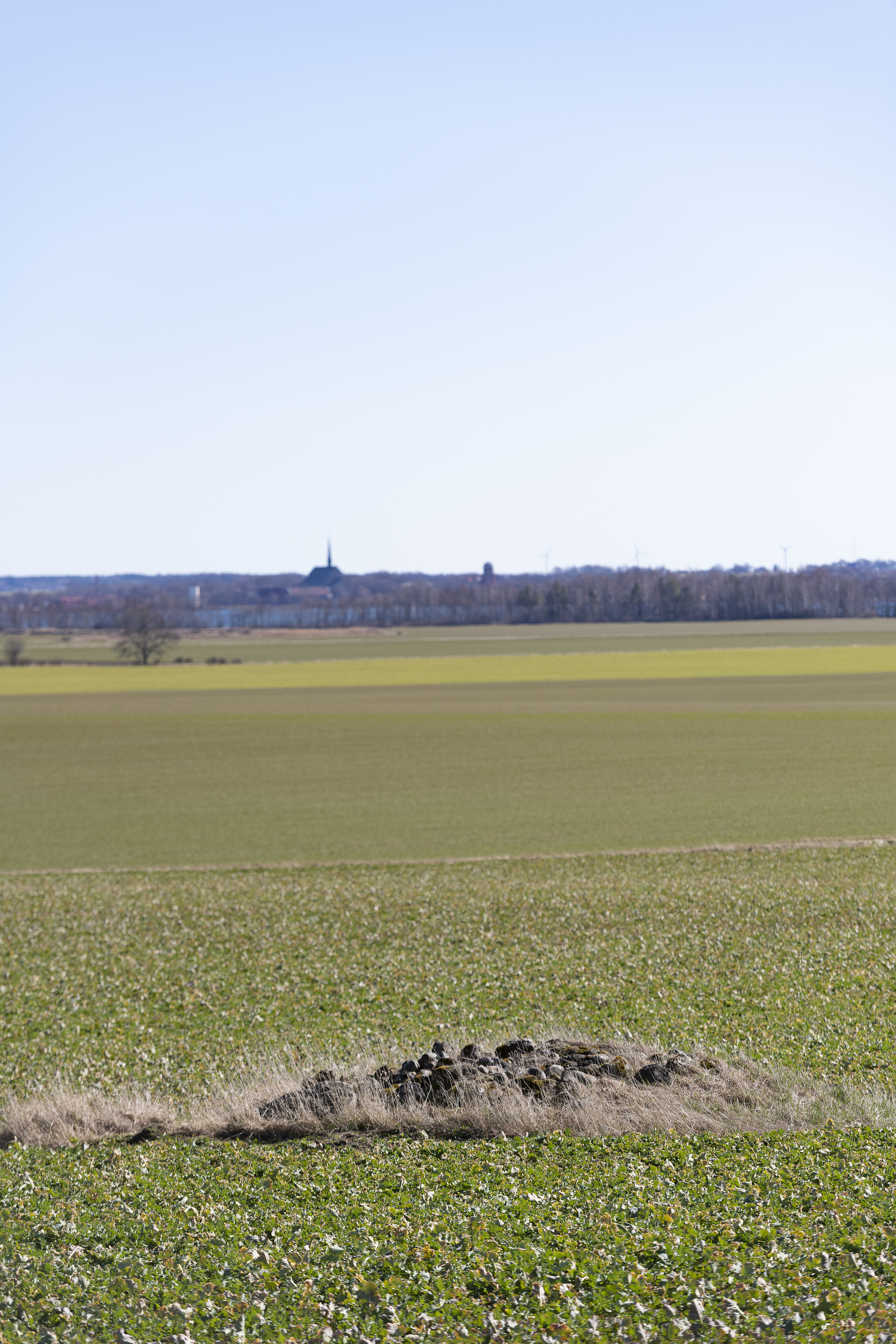
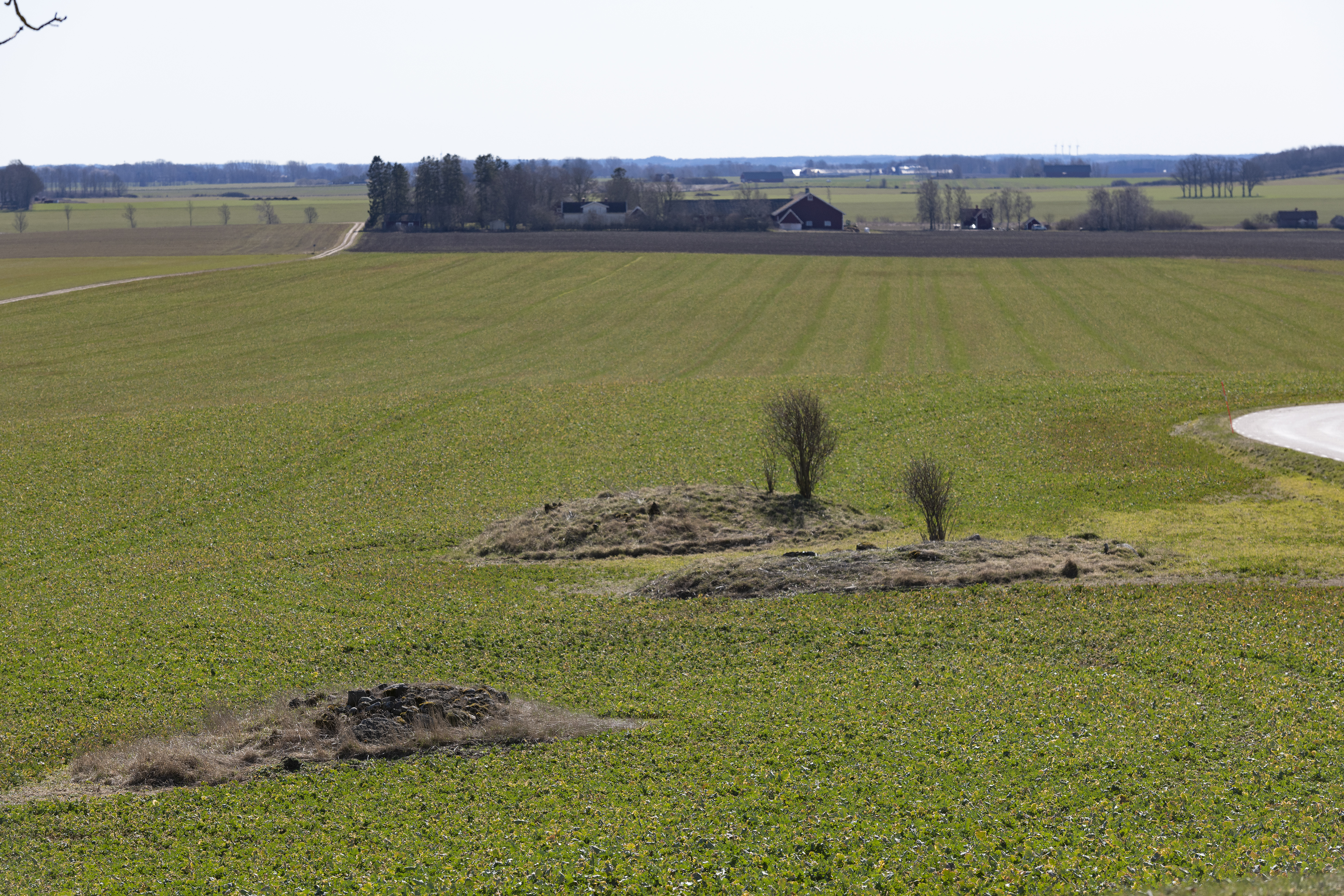
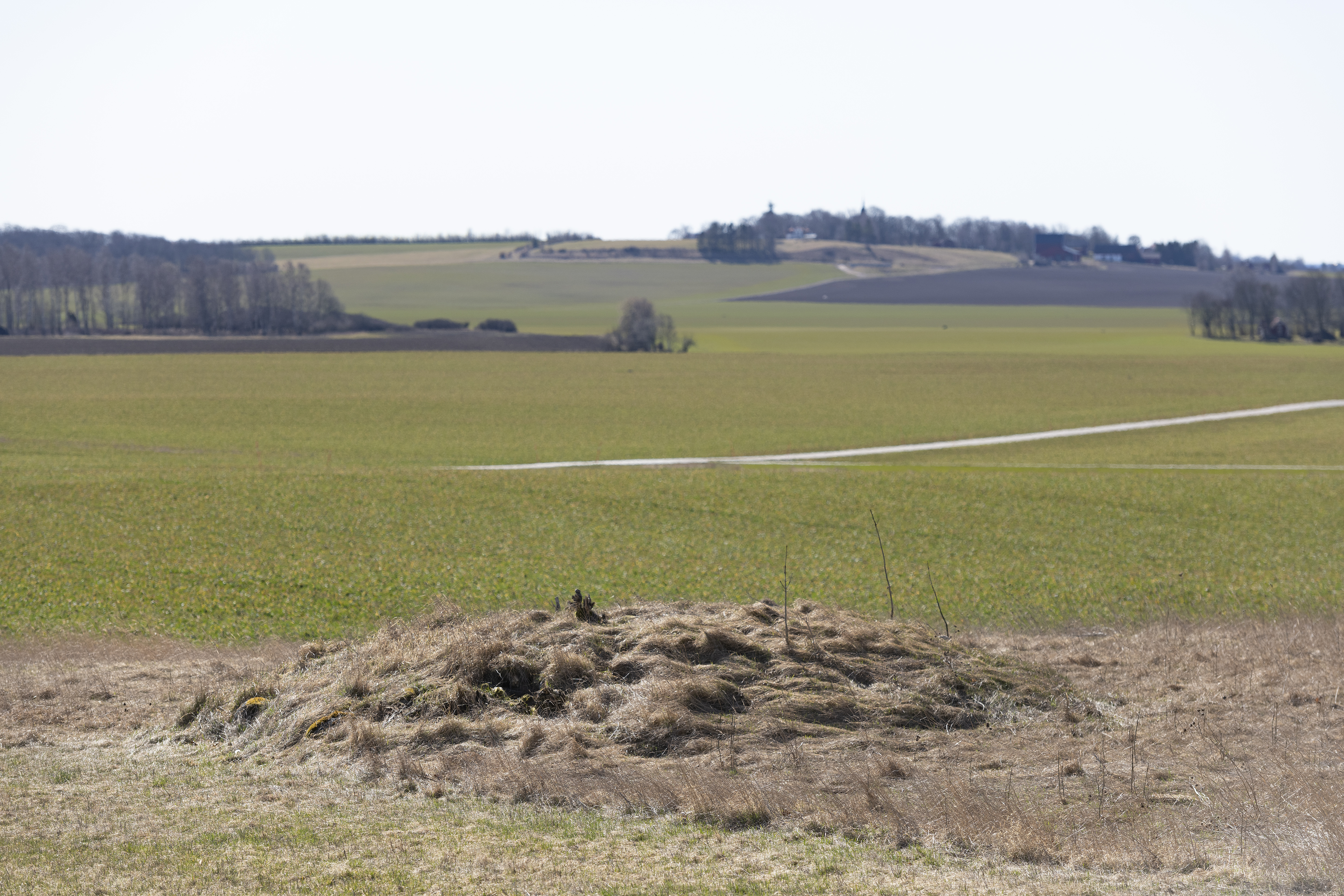
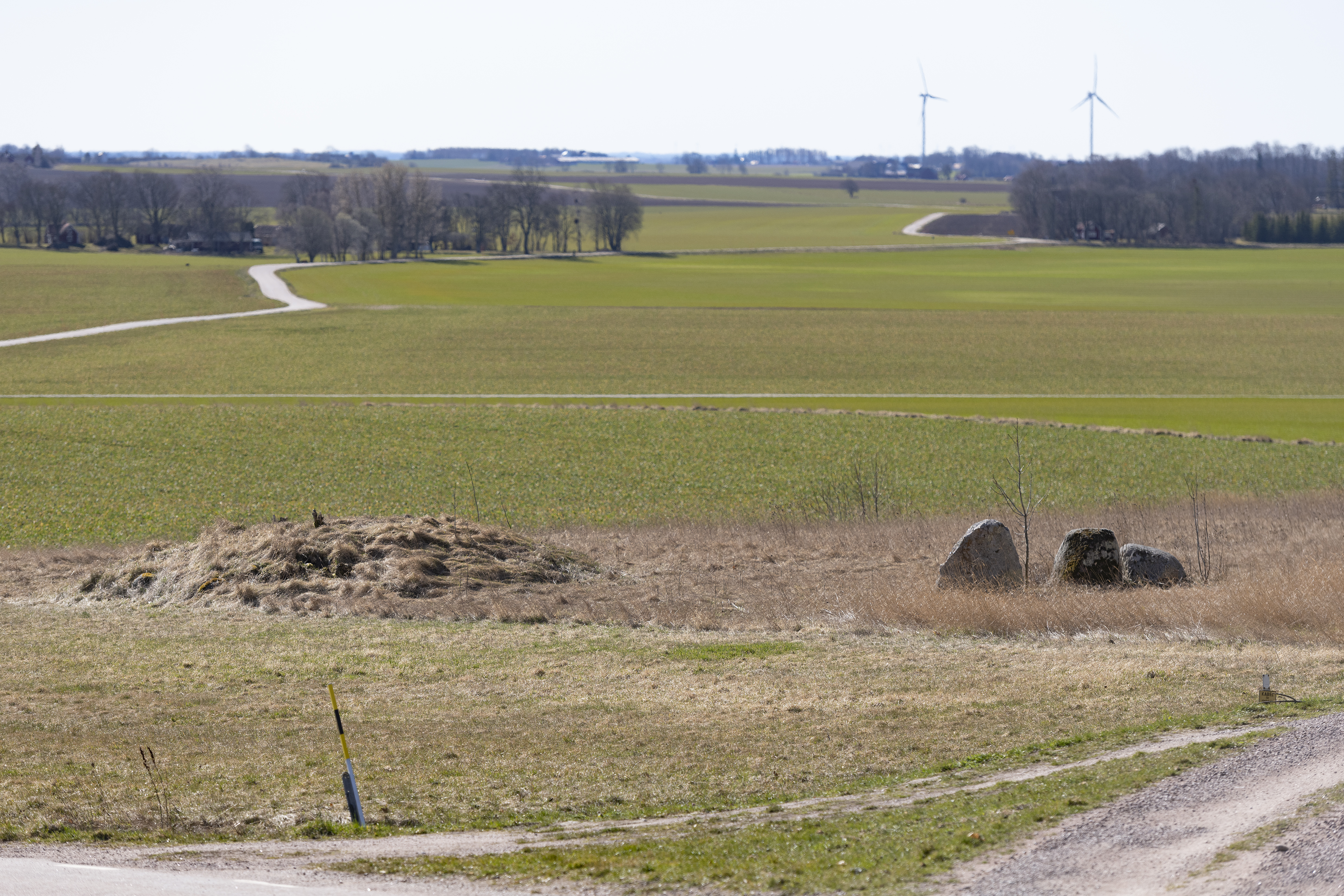
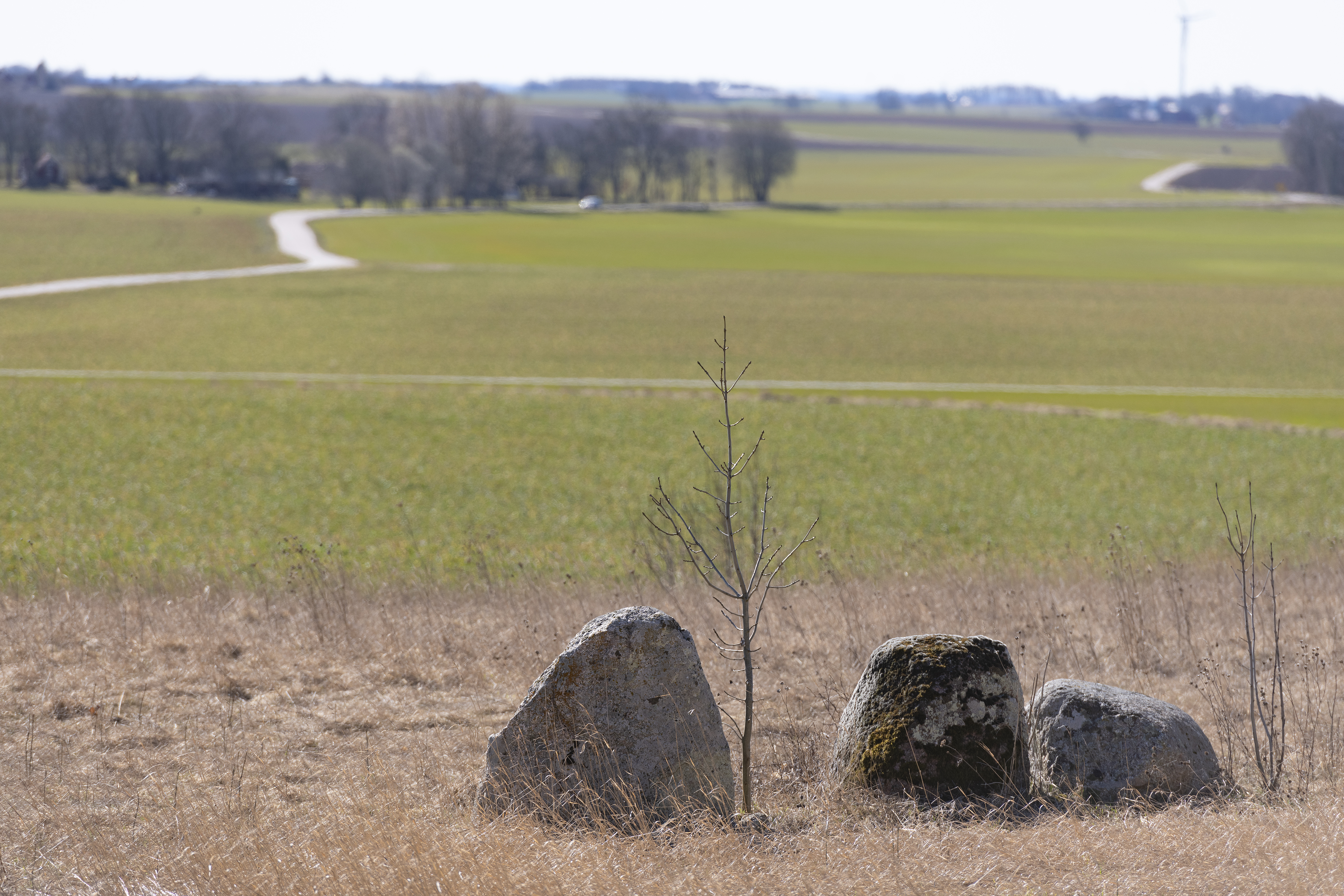

## Namnet
Namnet (1330 Näsia) kommer från kyrkbyn. Namnet är plural av näs. Kyrkan och socknen ligger på en halvö, näs.

### Fotnoter
1. 1 2  Svensk Uppslagsbok andra upplagan 1947–1955: Nässja socken
2. 1 2  Harlén, Hans; Harlén Eivy (2003). Sverige från A till Ö: geografisk-historisk uppslagsbok. Stockholm: Kommentus. Libris 9337075. ISBN 91-7345-139-8
3. ↑  ”Församlingar”. Statistiska centralbyrån. https://www.scb.se/hitta-statistik/regional-statistik-och-kartor/regionala-indelningar/forsamlingar/. Läst 30 december 2022.
4. ↑  Administrativ historik för Nässja socken (Klicka på församlingsposten). Källa: Nationella arkivdatabasen, Riksarkivet.
5. 1 2  Sjögren, Otto (1931). Sverige geografisk beskrivning del 2 Östergötlands, Jönköpings, Kronobergs, Kalmar och Gotlands län. Stockholm: Wahlström & Widstrand. Libris 9939
6. 1 2  Nationalencyklopedin
7. ↑  Fornlämningar, Statens historiska museum: Nässja socken
8. ↑  Fornminnesregistret, Riksantikvarieämbetet: Nässja socken Fornminnen i socknen erhålls på kartan genom att skriva in sockennamn (utan "socken") i "Ange geografiskt område"
9. ↑  Mats Wahlberg, red (2003). Svenskt ortnamnslexikon. Uppsala: Institutet för språk och folkminnen. Libris 8998039. ISBN 91-7229-020-X. https://isof.diva-portal.org/smash/get/diva2:1175717/FULLTEXT02.pdf